# Evolution (album av Journey)
Evolution är det femte albumet av det amerikanska rockbandet Journey. Det släpptes 1979. Albumet har sålt ca tre miljoner exemplar bara i USA. Den största hiten från skivan är "Lovin Touchin Squeezin" som är skriven av Steve Perry. Ny trummis var Steve Smith som ersatte Aynsley Dunbar. Albumet nådde en 20:e plats på Billboard 200.

## Låtlista
1. "Majestic" (Perry, Schon) - 1:16
2. "Too Late" (Perry, Schon) - 2:58
3. "Lovin Touchin Squeezin" (Perry) - 3:55
4. "City of Angels" (Perry, Rolie, Schon) - 3:12
5. "When You're Alone (It Ain't Easy)" (Perry Schon) - 3:10
6. "Sweet and Simple" (Perry) - 4:13
7. "Lovin You Is Easy" (Perry, Schon, Gregg Errico) - 3:38
8. "Just the Same Way" (Rolie, Schon Valory) - 0:18
9. "Do You Recall" (Perry, Rolie) - 3:13
10. "Daydream" (Perry, Schon, Rolie, Valory) - 4:42
11. "Ladyluck" (Perry, Schon, Valory) - 3:35

## Medverkande
- Steve Perry - Sång
- Neal Schon - Gitarr
- Gregg Rolie - Keyboard, sång
- Ross Valory - Bas
- Steve Smith - Trummor